# 第13族元素
| 族   | ← 13 → |
| 周期 |        |
| 2    | 5 B    |
| 3    | 13 Al  |
| 4    | 31 Ga  |
| 5    | 49 In  |
| 6    | 81 Tl  |
| 7    | 113 Nh |

第13族元素（だいじゅうさんぞくげんそ）とは周期表において第13族に属する元素の総称。ホウ素・アルミニウム・ガリウム・インジウム・タリウム・ニホニウムがこれに分類される。ホウ素族元素とも呼ばれ、またホウ素をのぞいたアルミニウム・ガリウム・インジウム・タリウムを土類金属と呼ぶこともある。元素状ホウ素やガリウムの金属間化合物が正二十面体構造を取ることから、エイコサゲン（icosagens、正二十面体を意味する icosahedral より）と呼ぶことが提案されている。

## 性質
第13族元素は価電子にs2p1の3電子を持つ電子構造を有する。
|                                    | ホウ素 5B              | アルミニウム 13Al         | ガリウム 31Ga             | インジウム 49In                | タリウム 81Tl                  |
| ---------------------------------- | ---------------------- | ------------------------- | ------------------------- | ------------------------------ | ------------------------------ |
| 電子配置                           | [He]2s22p1             | [Ne]3s23p1                | [Ar]3d104s24p1            | [Kr]4d105s25p1                 | [Xe]4f145d106s26p1             |
| 第1イオン化エネルギー （kJ mol-1） | 800.6                  | 577.5                     | 578.8                     | 558.3                          | 589.4                          |
| 第2イオン化エネルギー （kJ mol-1） | 2427.1                 | 1816.7                    | 1979.3                    | 1820.7                         | 1971                           |
| 第3イオン化エネルギー （kJ mol-1） | 3659.7                 | 2744.8                    | 2963                      | 2704                           | 2878                           |
| 電子親和力 （kJ mol-1）            | ≈0                     | 42.55                     | -                         | -                              | -                              |
| 電気陰性度 （Allred-Rochow）       | 2.01                   | 1.47                      | 1.82                      | 1.49                           | 1.44                           |
| イオン半径 （pm; M+）              | -                      | -                         | -                         | -                              | 164 4                          |
| イオン半径 （pm; M3+）             | 15（3配位） 25 (4配位) | 53 （4配位） 68 （6配位） | 64 （4配位） 76 （6配位） | 94 （6配位） 106 （3配位）     | 103 （6配位）                  |
| 共有結合半径 （pm）                | 82                     | 118                       | 126                       | 144                            | 148                            |
| van der Waals半径 （pm）           | -                      | -                         | 187                       | 193                            | 196                            |
| 融点 （K）                         | 2349                   | 933.47                    | 302.91                    | 429.75                         | 577                            |
| 沸点 （K）                         | 4200                   | 2792                      | 2477                      | 2345                           | 1746                           |
| 還元電位 E0 （V）                  | -                      | -0.55 （M3+/M）           | -0.56 （M3+/M）           | -0.34 （M3+/M） -0.25 （M+/M） | +0.72 （M3+/M） -0.34 （M+/M） |

第13族元素を中心に持つ化合物はオクテット則を満たさず、電子不足化合物（electron-deficient compound）となることが多い。電子不足化合物はLewis酸として塩基と錯体を形成するとオクテット則を満たす安定化合物を形成する。
第13族元素のうちホウ素のみが安定な陽イオンを形成せず、もっぱら共有結合化合物を形成する。他のアルミニウム、ガリウム、インジウム、タリウムは金属としての性質を示し、岩石に広く分布することからこれらの4元素は土類金属と呼ばれる。原子半径、イオン半径は周期が大になるにつれ大きくなるが、ホウ素が頭抜けて小さいのに対し、土類金属は他の典型元素と同程度である。
第13族元素の一部は炎色反応を示す。
| ホウ素 | ガリウム | インジウム | タリウム |
| ------ | -------- | ---------- | -------- |
| 黄緑色 | 青色     | 藍色       | 青緑色   |

なお、ホウ素はエタノール炎外縁の呈色で観察する。
土類金属（アルミニウム、ガリウム、インジウム、タリウム）は3価の陽イオンを形成するが、タリウムのみが1価の陽イオンが3価より安定であることが特徴的である。
ホウ素、およびホウ素化合物（例えば窒化ホウ素や金属ホウ化物）は強い共有結合を有し、高融点や高い硬度を持つ化合物が多い。
アルミニウムは種々の金属と強度の大きい合金を形成し、軽金属の中心となる元素の一つである。また、酸素との親和性が高くテルミット法に利用される側面を持つ一方、強固な酸化皮膜が不動態を形成する（アルマイト）ので単体金属も広く金属製品素材として利用される。

## 水素化物
ホウ素、アルミニウム、ガリウムについては組成式の一般式MH3で表される水素化物の存在が知られているが、水素化インジウム（インダンInH3）、水素化タリウム（タランTlH3）は未発見である。これら水素化物は電子不足化合物の為、単量体は不安定である。
水素化ホウ素、水素化アルミニウム、水素化ガリウムは多量体（オリゴマー）やアート錯体を形成しやすい。ホウ素やアルミニウムの水素化物は、有機金属化合物や還元剤として種々活用され有機化学の領域では重要な試薬の一つである。

## 酸化物
ホウ素やアルミニウムの一般式M2O3で表される酸化物は水酸化物（M(OH)3）を強熱し脱水すると生成するが、ホウケイ酸ガラス（SiO2·B2O3;パイレックス®）やα-アルミナを初めとしてセラミックス原料として有用である。
第13族元素の水酸化物の水素は電離しないので、一般には酸性を示さない。ホウ酸の場合は水酸基が電離するのではなく、ホウ酸がルイス酸として水から水酸化物イオンを引き抜いて錯体を形成する際に、水素イオンが残存するので酸性を示す。

## ハロゲン化物
第13族元素は、一般式MX3で表されるハロゲン化物を生成することを共通とする。MX3は電子欠損型化合物であり、ルイス酸として活性な化合物である。実際の分子では二量体を形成したり、ハロゲンの非共有電子対が配位してMX結合が二重結合性を帯びることで安定化している。
ホウ素およびアルミニウムの三ハロゲン化物はルイス酸としての作用が大きい共有結合化合物であり、三ハロゲン化ホウ素BX3および三塩化アルミニウムAlCl3は有機化学でフリーデル・クラフツ反応触媒として利用される。またBF4-に代表される様に、ハロゲンアニオンが配位した安定なアート錯体も形成する。
酸化数がIIIの第13族元素のハロゲン化物はBIIIX3, AlIIIX3 > GaIIIX3 > InIIIX3 > TlIIIX3の順に安定であり、酸化数がIの第13族元素のハロゲン化物はGaIX < InIX < TlIXの順に安定である。すなわち、周期表の周期が増大するにつれて共有結合性が減少し金属性が増大するので、タリウムでは一価の陽イオンの塩として振舞うほうが安定である。
また、ガリウム、インジウム、タリウムは、一般式MX2のハロゲン化物を形成するが、実際にはこれらはMI[MIIIX4]で表される混合原子価化合物である。